# Ерёмина, Людмила Константиновна
Людмила Константиновна Ерёмина (род. 8 августа 1991 года, Иркутск) — российская легкоатлетка, специализирующаяся в прыжках с шестом. Трёхкратный призёр чемпионатов России в помещении. Мастер спорта России международного класса (2013).

## Биография
Окончила среднюю общеобразовательную школу № 23 в Иркутске. Дебютировала на международной арене в 2007 году на чемпионате мира среди юношей в Остраве, где заняла 11 место. Затем победила на Летнем Европейском юношеском Олимпийском фестивале.
В 2013 году получила звание «Мастер спорта России международного класса».
В 2019 году победила на чемпионате мира по пожарно-спасательному спорту.

## Основные результаты

### Международные
| Год  | Соревнования                                | Место проведения | Место | Результат |
| ---- | ------------------------------------------- | ---------------- | ----- | --------- |
| 2007 | Чемпионат мира среди юношей                 | Острава, Чехия   | 11    | 3,80 м    |
| 2007 | Европейский юношеский Олимпийский фестиваль | Белград, Сербия  | 1     | 3,95 м    |

### Национальные
| Год  | Соревнования                 | Место проведения | Место | Дисциплина      | Результат |
| ---- | ---------------------------- | ---------------- | ----- | --------------- | --------- |
| 2011 | Чемпионат России в помещении | Москва           | 6     | прыжок с шестом | 4,10 м    |
| 2012 | Чемпионат России в помещении | Москва           | 3     | прыжок с шестом | 4,32 м    |
| 2013 | Чемпионат России в помещении | Москва           | 3     | прыжок с шестом | 4,50 м    |
| 2013 | Чемпионат России             | Москва           | 5     | прыжок с шестом | 4,30 м    |
| 2014 | Чемпионат России в помещении | Москва           | 2     | прыжок с шестом | 4,56 м    |
| 2016 | Чемпионат России в помещении | Москва           | 13    | прыжок в длину  | 5,99 м    |
| 2017 | Чемпионат России в помещении | Москва           | 9     | прыжок с шестом | 4,20 м    |